# Giorgia (album)
Giorgia è il primo album dell'omonima cantante italiana, pubblicato nel 1994.

## Descrizione
Prodotto da Marco Rinalduzzi e Massimo Calabrese, Giorgia è il primo album di Giorgia Todrani e contiene tredici brani: 9 inediti, la cover di Lucio Battisti Nessun dolore e le due canzoni portate a Sanremo: Nasceremo, con cui ha vinto il concorso Sanremo Giovani 1993, ed E poi, la canzone che identifica il CD, canzone portata al Festival di Sanremo 1994 nella sezione Nuove Proposte.
Il disco, che nel 2005 viene ristampato per festeggiare il decennale dell'artista, proietta Giorgia quasi in cima alla classifica di vendite (al 2º posto), riesce a vendere 170 000 copie, risultato notevole per un album di debutto.
Il pezzo Alba è una breve poesia scritta da Giorgia, sempre su musica di Marco Rinalduzzi e Massimo Calabrese. L'album contiene anche un duetto con il padre della cantante, Giulio Todrani, nella canzone Uomo nero.
L'album è caratterizzato da suoni tipici della musica black americana mescolati allo stile italiano e alla tecnica di Giorgia. I brani hanno sonorità rhythm and blues, soul, pop, jazz e rock.
In questo album Giorgia ancora poco più che ventenne firma quasi tutti i testi (eccetto la cover di Nessun dolore) e affronta temi come la paura di vivere senza chi si ama nei brani E poi e Silenzioso amore, le difficoltà nel crescere e maturare nel modo migliore in questa società in Tuttinpiedi, Vorrei e M'hanno bocciato. Nel brano Stai (bimbo di domani) parla a un suo eventuale futuro figlio del mondo e di come sarà viverci, inoltre affronta altri temi sociali e sentimentali.
Il disco raggiunge nel 1994 come massima posizione la 20. Ristampato nel 2005, per festeggiare il decennale della carriera dell'artista, raggiunge la 2 della classifica FIMI facendo in modo che tutti i suoi album siano entrati in Top10.

## Tracce
Crediti riportati sul sito della SIAE.
Testi di Giorgia Todrani, eccetto dove indicato, musiche di Massimo Calabrese e Marco Rinalduzzi, eccetto dove indicato.
1. Stai (bimbo di domani) – 4:21 (musica: Stephen Clisby)
2. Nasceremo – 5:13
3. Puoi (fidati di te) – 4:19
4. Senza segreti – 3:42
5. Father – 5:16
6. Tuttinpiedi – 4:06
7. E poi – 4:29
8. Uomo nero – 4:19 (testo: Giorgia Todrani, Fabio Sinigaglia)
9. Silenzioso amore – 3:51 (musica: Massimo Zuccaroli)
10. M'hanno bocciato – 4:12
11. Vorrei – 4:31
12. Alba – 1:49
13. Nessun dolore – 4:28 (testo: Mogol – musica: Lucio Battisti)

Durata totale: 54:36

## Formazione
- Giorgia - voce
- Giulio Todrani - voce (traccia 7)
- Massimo Calabrese - basso, cori
- Alberto Bartoli - batteria, cori, percussioni, tamburello
- Maria Grazia Fontana - organo Hammond, cori
- Salvatore Corazza - batteria
- Marco Rinalduzzi - chitarra acustica, cori, chitarra elettrica, chitarra classica, tastiera, pianoforte
- Fabio Pignatelli - basso
- Derek Wilson - batteria
- Pino Favale - tromba
- Pasquale Schembri - tromba, cori
- Alfredo Posillipo - trombone, cori
- Franco Marinacci - sassofono baritono
- Ferruccio Corsi - sassofono contralto, sassofono tenore, sassofono soprano
- Claudia Arvati, Lilla Costarelli, Marco D'Angelo, Gloria Fegiz, Martino Fabrizio, Susanna Stivali, Tosca, Massimo Zuccaroli, Giulio Todrani, Charlie Cannon - cori
- Marco Covaccioli - Fonico registrazioni, missaggi e concerti live